# Europagymnasium Richard von Weizsäcker
Das Europagymnasium Richard von Weizsäcker war der Name eines Gymnasiums in Thale (Sachsen-Anhalt) zwischen 1998 und 2020. Bis zum Sommer 2025 wurde das Gebäude als Außenstelle gymnasial genutzt.

## Geschichte
Im Zuge der Erweiterung der Stadt Thale und der Errichtung der Plattenbausiedlung Auf den Höhen wurde die Schule vom März 1965 bis November 1967 erbaut. Am 15. November 1967 eröffnete die Schule als Polytechnische Oberschule I mit 720 Schülern in 24 Klassen. Zum 7. Oktober 1975 wurde sie dann in die Juri-Gagarin-Oberschule umbenannt. Im Zuge der Neuordnung des Schulwesens entstand aus dem Schulgebäude zum 1. September 1991 das Gymnasium mit 510 Schülern und 37 Lehrkräften.
Nach einem ersten Kontakt mit dem späteren Namensgeber Richard von Weizsäcker am 12. Juni 1992 wurde die Schule am 7. Juli 1998 in Richard-von-Weizsäcker-Gymnasium und schlussendlich am 10. Mai 2000 in Europaschule des Landes Sachsen-Anhalt Richard von Weizsäcker umbenannt.
Als Europaschule unterhielt die Schule Schulpartnerschaften in verschiedene Länder der Europäischen Union, so zum Gymnasium Spitalska bzw. Omski (Prag, Tschechien, seit 2000), Hollabrunn (Österreich) und dem St. Marteeenscollege in Voorburg (Niederlande).
Aufgrund sinkender Schülerzahlen und Unterschreitung der vorgegebenen Mindestschülerzahlen wurde das Gymnasium als eigenständige Schule zum Ende des Schuljahres 2019/2020 aufgelöst und zunächst als Außenstelle des Gymnasiums Am Thie Blankenburg geführt. Im Schuljahr 2024/2025 besuchten nur noch drei Klassen die Außenstelle, die Anmeldungen für das Folgeschuljahr unterschritten die Mindestschülerzahlen, wodurch die Außenstelle zum Sommer 2025 geschlossen wurde.

## Schulleiter
- 1991–2005 Kurt Elstner
- 2005–2006 Renate Mendel
- 2006/2007 Michael Unger (kommissarisch)
- 2007–Schluss Sabine Hesse

## Ehemalige Schüler
- Maik Zedschack, Bürgermeister der Stadt Thale